# Јошинори Ишигами
Јошинори Ишигами (јап. 石神 良訓; Шизуока, 4. новембар 1957) бивши је јапански фудбалер.

## Каријера
Током каријере је играо за Јамаху.

## Репрезентација
За репрезентацију Јапана дебитовао је 1984. године. За тај тим је одиграо 12 утакмица.

## Статистика
| Јапан  | Јапан   | Јапан  |
| Година | Наступи | Голови |
| ------ | ------- | ------ |
| 1984.  | 1       | 0      |
| 1985.  | 8       | 0      |
| 1986.  | 3       | 0      |
| Укупно | 12      | 0      |